# Lai de l'oiselet

Le Lai de l'oiselet est un poème anglo-normand qui a été écrit en ancien français. Il est conservé en cinq manuscrits qui datent des XIIIe et XIVe siècles. On peut les trouver à la Bibliothèque nationale de France, à Paris.